# Ç
Ç (kleingeschrieben: ç) ist der lateinische Buchstabe C mit Cedille.
Im Internationalen Phonetischen Alphabet (IPA) wird das ç als phonetisches Zeichen [ç] für einen stimmlosen palatalen Frikativ verwendet, also für ein ch wie in ich.

## Verwendung
Das Ç wird in den Orthografien einiger Sprachen als Variante des C verwendet, wo dieses vor a, o und u oder am Wortende nicht als [k], sondern (wie das C vor e und i) als [s] ausgesprochen werden soll. So z. B. im Französischen (z. B. in commençons vs. encore), im Portugiesischen (z. B. in açúcar oder z. B. in dança), im Katalanischen (z. B. in feliç oder Plaça), im Niederländischen (fast nur in Eigennamen) (z. B. in Curaçao vs. Cacao).
Demgegenüber besitzt das Ç in einigen anderen Sprachen die Aussprache [⁠tʃ⁠], nämlich im Türkischen (wo das C stimmhaft als [⁠dʒ⁠] ausgesprochen wird), im Aserbaidschanischen, im Kurdischen, im Manx (hier immer als çh geschrieben, z. B. in çhiarn), im Furlanischen und im Albanischen.

## Darstellung auf dem Computer
Unicode enthält den Großbuchstaben Ç an Codepunkt U+00C7 (199) und den Kleinbuchstaben ç an Codepunkt U+00E7 (231). In ISO 8859-1 sind die Buchstaben an denselben Stellen kodiert. Die Zeichen sind bereits in der Codepage 437 und der Codepage 850 an Position 0x80 (128) und 0x87 (135) enthalten.
Auf der in Deutschland und Österreich verwendeten deutschen Tastaturbelegung (T1) ist keine Taste für Ç oder ç vorgesehen. Auf Rechnern mit Microsoft Windows lassen sich die Zeichen mit Hilfe des Ziffernblocks erstellen:
- als Großbuchstabe mit den Tastenkombinationen Alt+128 oder Alt+0199
- als Kleinbuchstabe mit den Tastenkombinationen Alt+135 oder Alt+0231

Mit der deutschen Standard-Tastaturbelegung E1 und deren Vorgängerfassung T2 wird Ç/ç mit der Tastenfolge Alt Gr+j (für die Cedille) gefolgt von C/c eingegeben (Merkregel: j ist wie die Cedille unten nach links gekrümmt).
Auf der schweizerischen Tastaturbelegung wird ç über ⇧+4 eingegeben. Der Großbuchstabe Ç kann unter Windows über Alt+0199 eingegeben werden.
Unter Linux kann das Ç/ç über Alt Gr + ´ gefolgt von C/c eingegeben werden.
In HTML kann man auch mit den Entitäten &Ccedil; den Großbuchstaben Ç bzw. mit &ccedil; den Kleinbuchstaben ç angeben.
Um das ç auf einem Chromebook mit deutscher Tastaturbelegung zu erzeugen, werden zuerst „strg“ „shift“ und „u“ gedrückt. Dann gibt man „00e7“ ein und bestätigt mit der Eingabetaste oder mit der Leertaste.